# Antonio Joli
Antonio Francesco Lodovico Joli (Modène, 1700 - Naples, le 29 avril 1777) est un peintre italien du védutisme, le plus grand représentant à Naples de ce courant du XVIIIe siècle.

## Biographie
Apprenti de Raphaël Rinaldi, Antonio Joli travaille ensuite à Rome avec Giovanni Paolo Panini, où il compte aussi parmi ses maîtres Caspar van Wittel, et dans l'atelier Galli da Bibiena.
Devenu un peintre de décors à Modène et Pérouse, il s'installe à Venise en 1735 où il reste jusqu'en 1746. Il entame ensuite une série de voyages en Allemagne, à Londres (1744-1748) et Madrid (1750-1754). À Londres, il décore la demeure du King's Theater de l'Haymarket, John James Heidegger.
Il retourne à Venise en 1754 où il est membre fondateur des Galeries de l'Académie de Venise.
Au cours de ses séjours à Venise, où il découvre Canaletto, Bernardo Bellotto et Michele Marieschi, il mûrit l'idée de peindre des vues réalistes.
Il se rend à Naples en 1762 où il est tour à tour scénographe, peintre de défilés et de célébrations, chroniqueur des fêtes et des évènements publics, illustrant les moments marquants de la vie officielle du royaume de Naples. En 1762, il est nommé scénographe du Teatro San Carlo par la volonté de Charles III de Bourbon. Il signe jusqu'à sa mort plus de cent cinquante scénographies pour des opéras, des cantates et des bals dans les différents théâtres napolitains. 
Il meurt à Naples une quinzaine d'années ans plus tard, le 29 avril 1777.

## Œuvres
Les pays, villes et noms d'institutions sont classés par ordre alphabétique, les œuvres par date.
- Espagne
  - Carlo III lascia Napoli visto dal mare, musée du Prado, Madrid.
- États-Unis
  - Vista de Paestum, Norton Simon Museum, Pasadena.
- France
  - Chartres, musée des Beaux-Arts, copies d'époque à partir d'originaux, attribués par erreur en 1893 à Caspar van Wittel (1653-1736)[3] ; cette attribution est infirmée en 1995 lors de l'étude précédant l'exposition « Italies » :
    - Procession de la Fête Dieu à Naples, huile sur toile (inv. 5647) ;
    - Parade militaire à Naples, huile sur toile (inv. 5648).
- Italie
  - Naples, musée de Capodimonte
    - La processione reale di Piedigrotta ;
    - Partenza di Carlo di Borbone per la Spagna vista dal mare.
    - Ferdinand IV à cheval avec la cour, vers 1760-1761, huile sur toile, 71.5 x 137.5 cm[4] ;

  - Venise
    - Perspective de thermes antiques, 1756, Galeries de l'Académie de Venise[5]
    - Cortège de Pietro Mocenigo au Quirinale, (1761), Musée du Palais Mocenigo
    - Entrée de Pietro Mocenigo, ambassadeur auprès du pape, sur la Piazza del Popolo, (1761), Musée du Palais Mocenigo

  - Vicence : Vista di Napoli da Portici, Gallerie di Palazzo Leoni Montanari.
- Royaume-Uni
  - Capriccio, Fitzwilliam Museum de l'université de Cambridge.

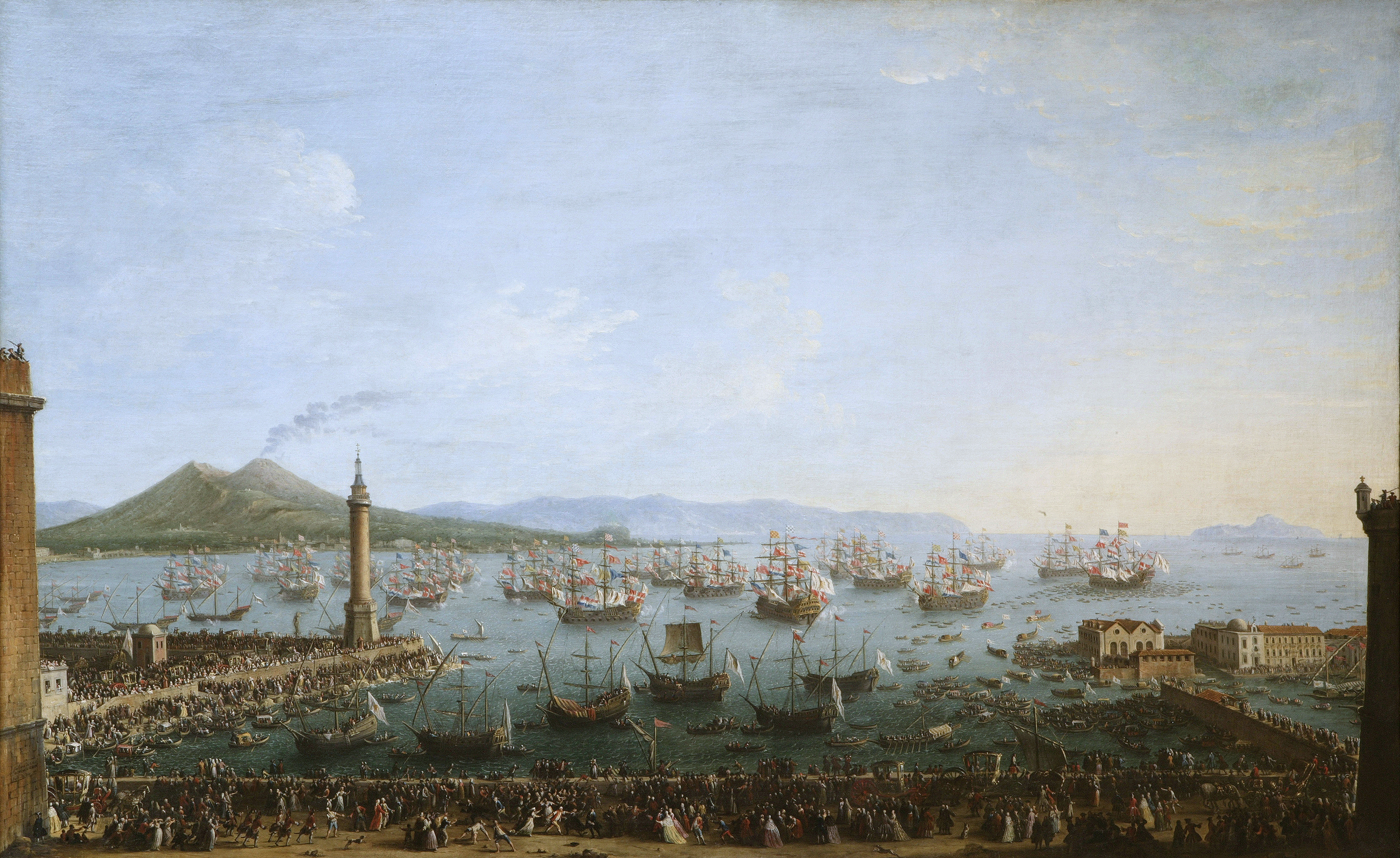
Arrivée de Charles III à Naples, 1750.
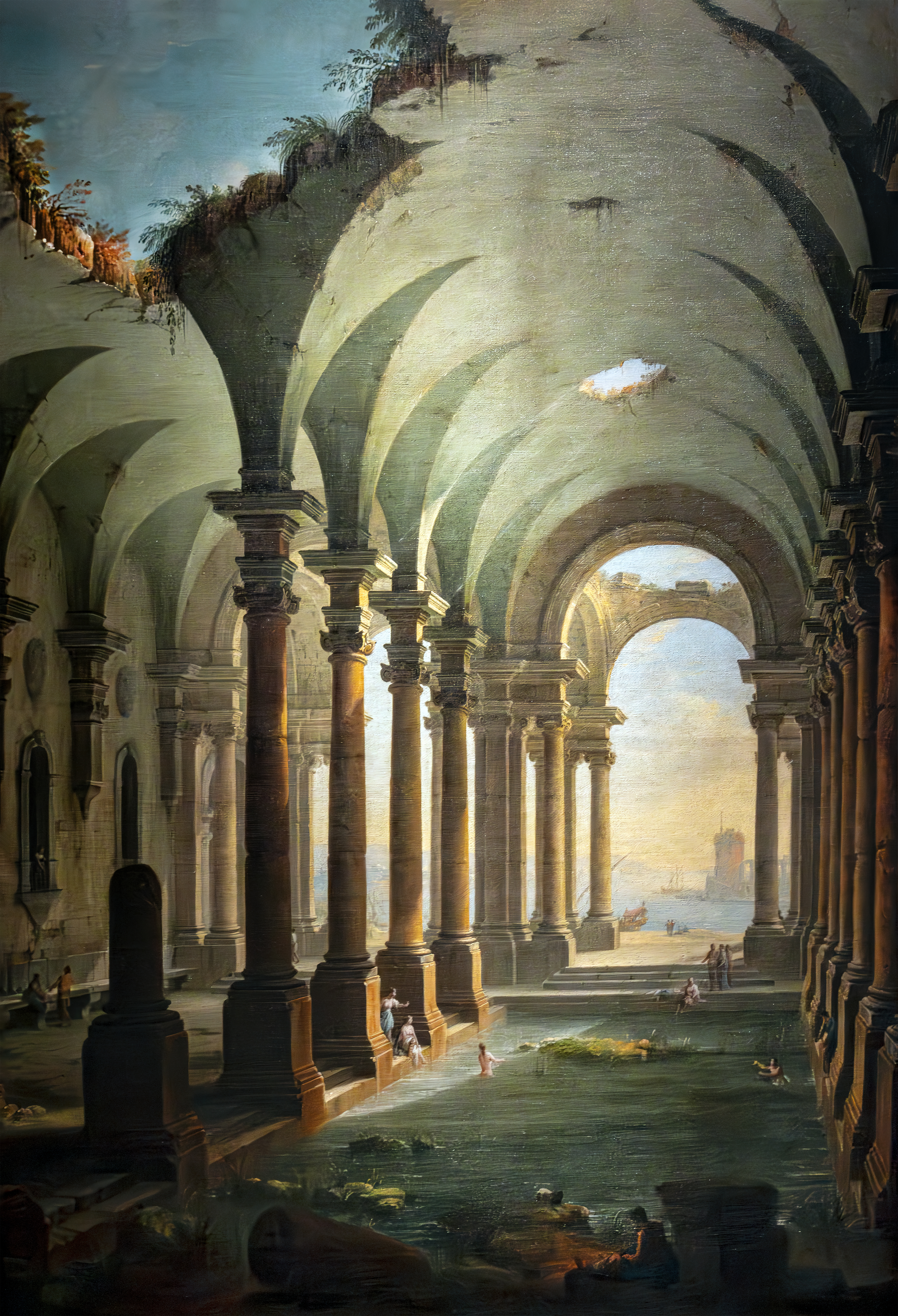
Perspective de thermes antiques, 1756, Galeries de l'Académie de Venise
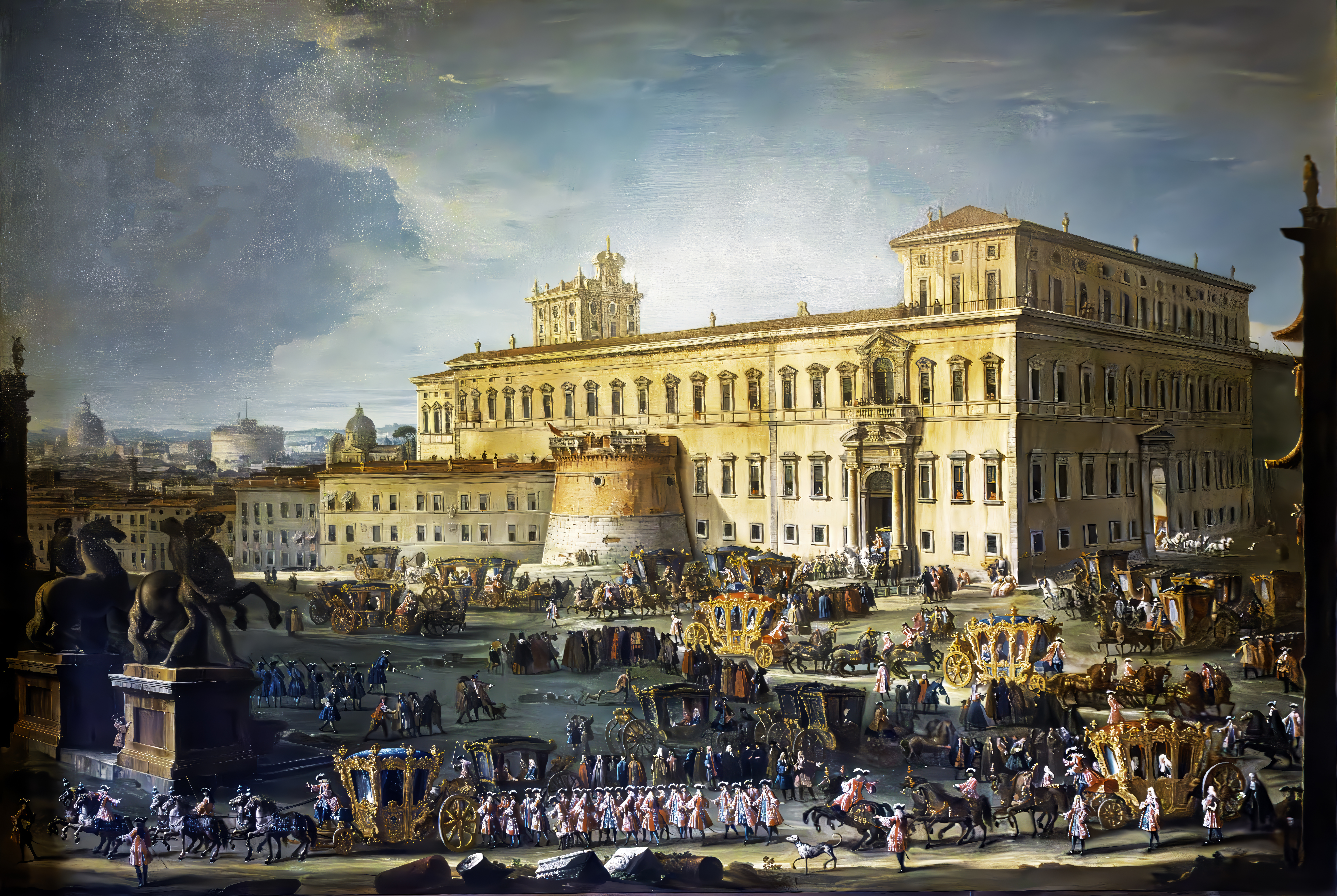
Cortège de Pietro Mocenigo au Quirinale, (1761), Musée du Palais Mocenigo Venise
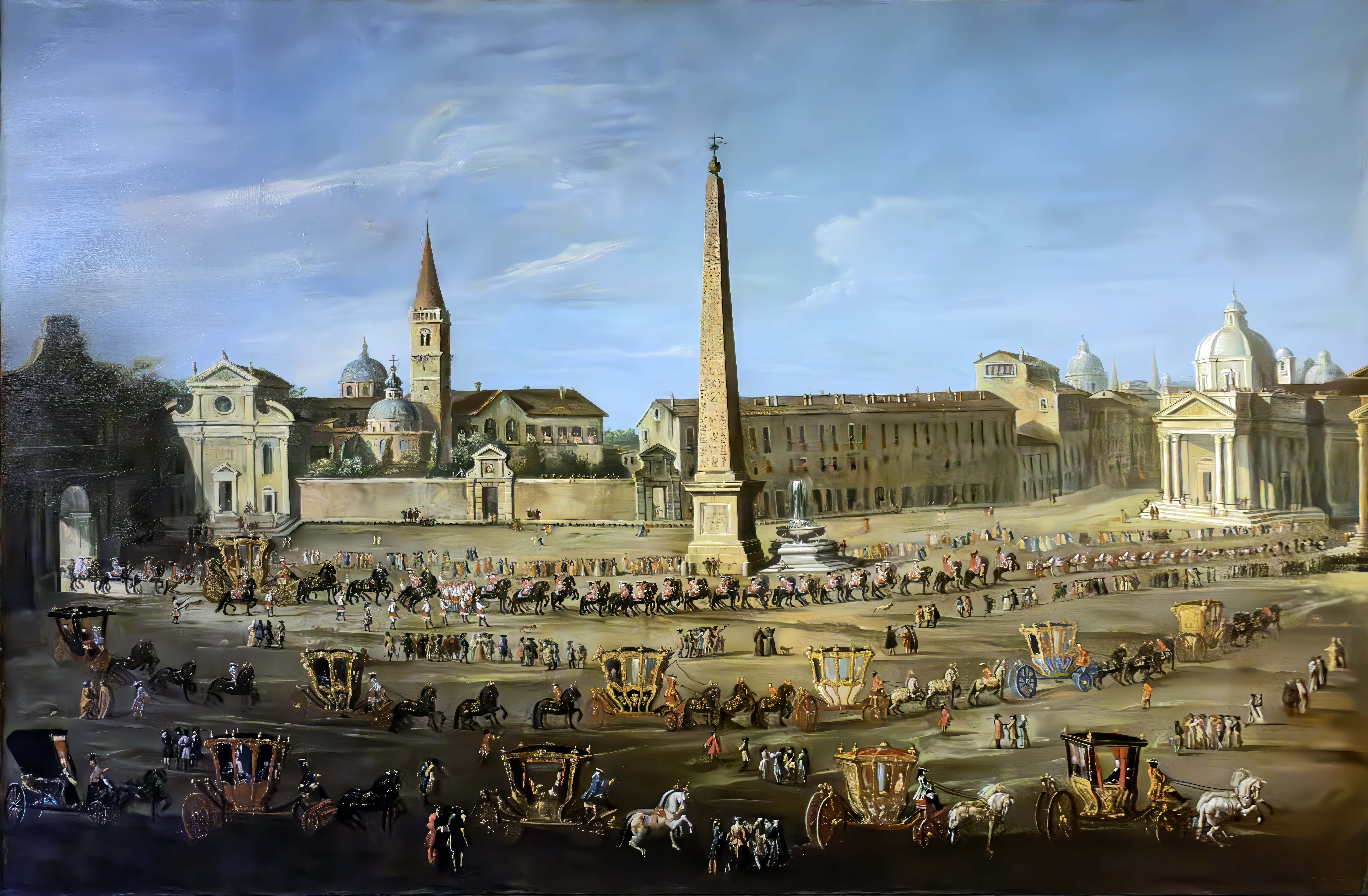
Entrée de Pietro Mocenigo, ambassadeur auprès du pape, sur la Piazza del Popolo, (1761), Musée du Palais Mocenigo Venise
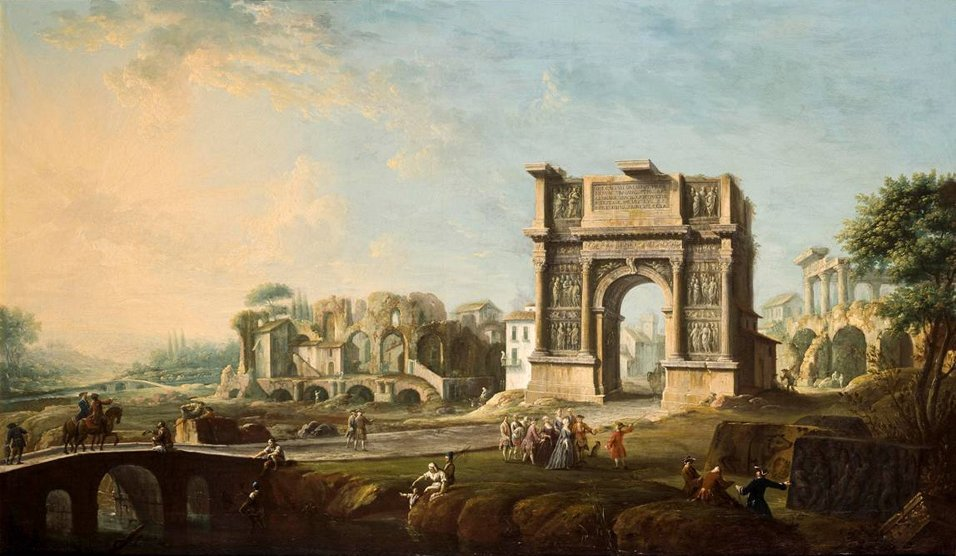
Arche de Trajan à Bénévent.
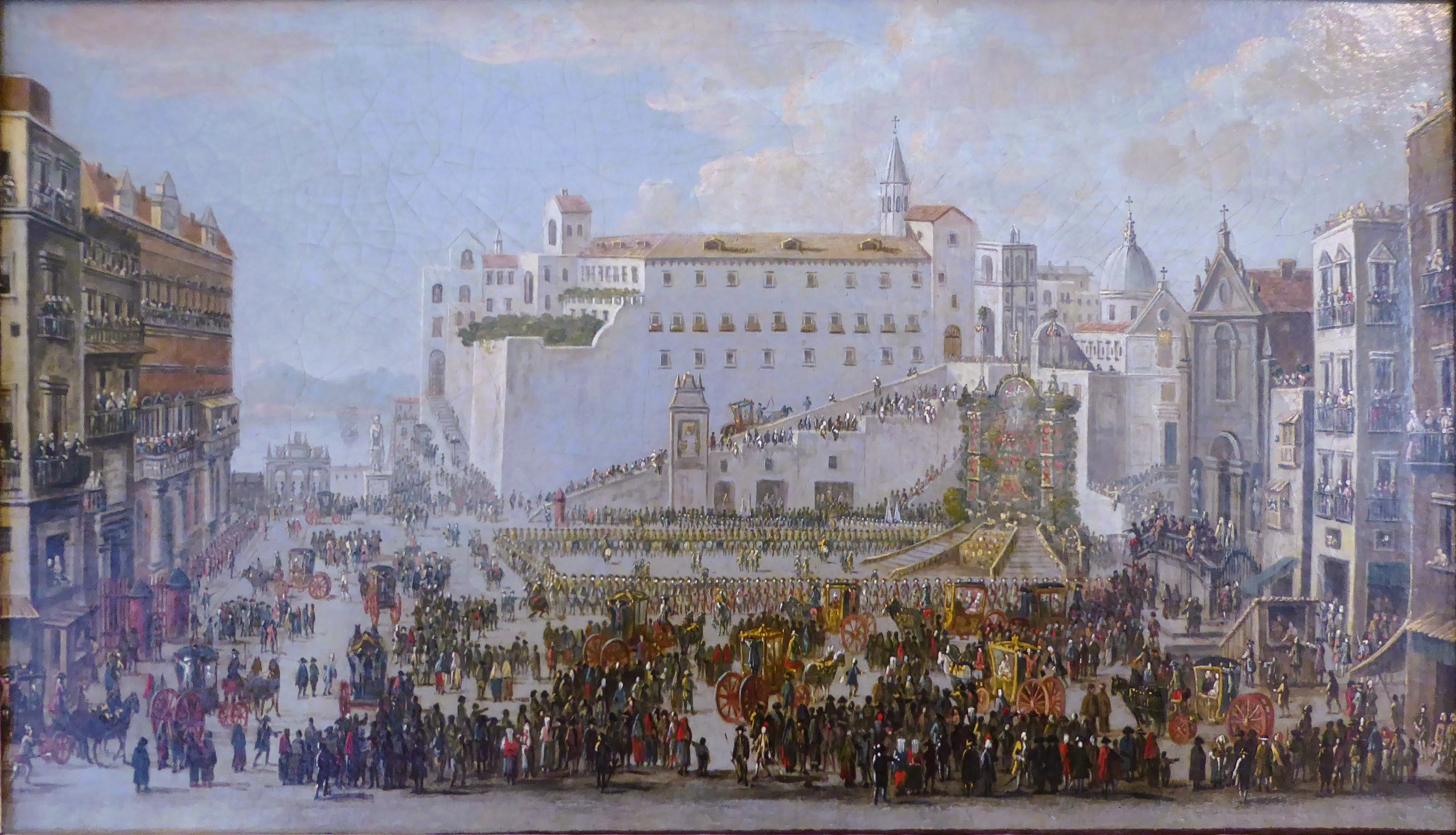
Procession de la Fête Dieu à Naples, musée des Beaux-Arts de Chartres.
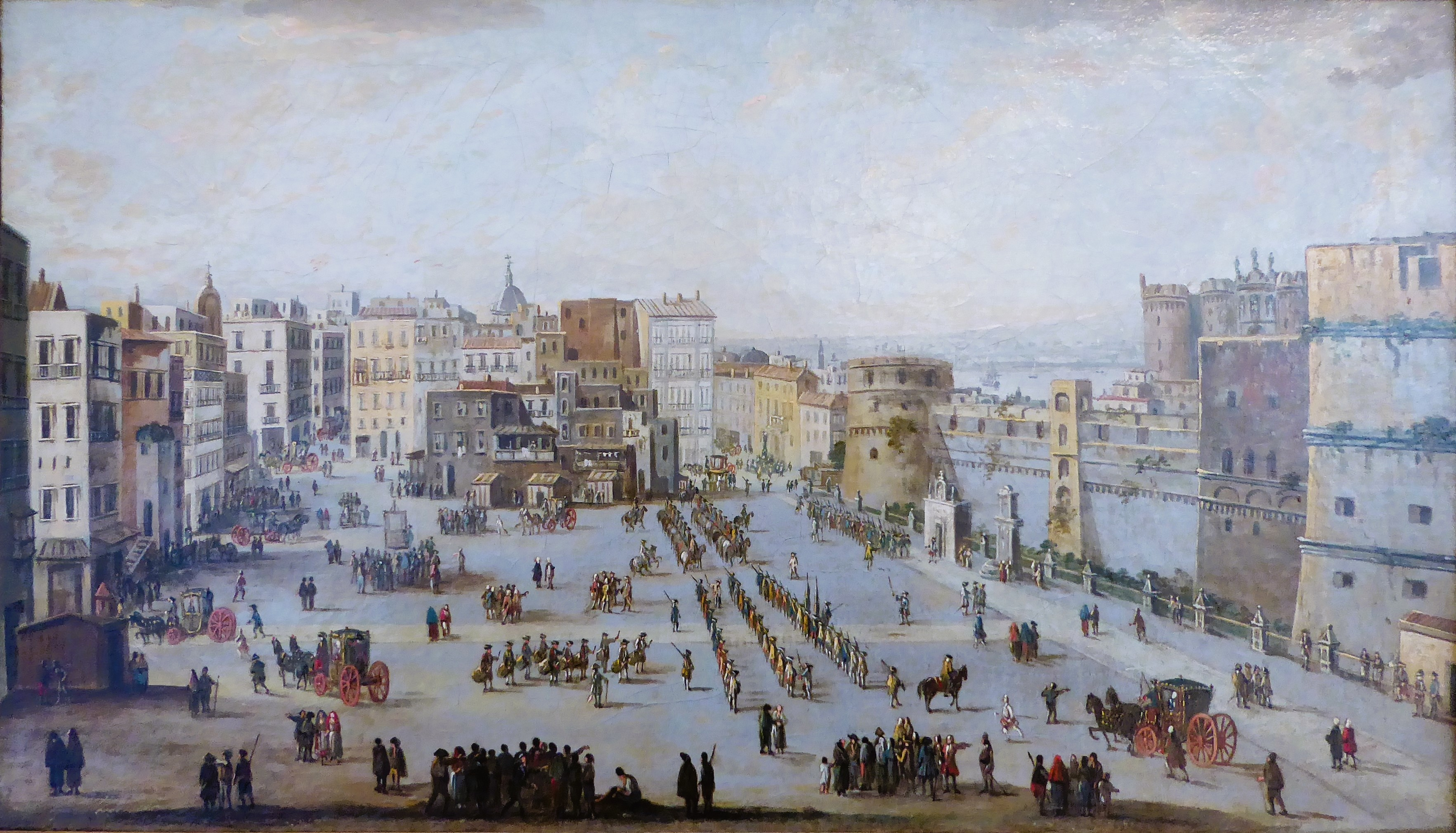
Parade militaire à Naples, musée des Beaux-Arts de Chartres.